# Wanted, a Child
Wanted, a Child è un cortometraggio del 1909 scritto e diretto da David W. Griffith. Prodotto e distribuito dalla Biograph Company, il film uscì nelle sale il 30 settembre 1909 interpretato da George Nichols e Kate Bruce nel ruolo dei genitori.

## Trama
Una povera famiglia soffre nell'indigenza, non riuscendo neanche a mantenere dignitosamente i propri figli. Così, quando giunge una lettera dal fratello di papà che, solo e ricco, si offre di adottare uno dei bambini, all'inizio i genitori la leggono con gratitudine e sollievo. Per rendersi ben presto conto però che non riusciranno a privarsi di uno dei loro figli.

## Produzione
Il film fu prodotto dalla Biograph Company.

## Distribuzione
Il copyright del film, richiesto dalla Biograph Co., fu registrato il 2 ottobre 1909 con il numero J132957.
Distribuito dalla Biograph Company, il film - un cortometraggio di novanta metri - uscì nelle sale cinematografiche statunitensi il 30 settembre 1909.
Nelle proiezioni, veniva programmato con il sistema dello split reel, accorpato in un'unica bobina con un altro cortometraggio prodotto dalla Biograph, The Awakening.